# Liga Bałkańska

Granice państw w 1912, przed rozpoczęciem wojen.

Liga Bałkańska – tajny sojusz militarny wymierzony przeciwko Imperium Osmańskiemu, zawarty przez państwa bałkańskie: Serbię, Czarnogórę, Bułgarię i Grecję w 1912 pod patronatem dyplomacji rosyjskiej.
Sojusz zakładał współpracę tych czterech państw w wojnie z Turcją o odebranie jej terytorium europejskiego. Inicjatorem porozumienia była Serbia, która chciała uzyskać dostęp do Morza Adriatyckiego.
13 marca 1912 rządy Bułgarii i Serbii zawarły tajny sojusz, który zakładał, że Bułgarzy dokonają ataku na turecką Trację, a Serbowie – na Macedonię. Uzgodniono, że część Macedonii przypadnie Serbii, a część Bułgarii, reszta zaś (tzw. strefa sporna) – zostanie rozdysponowana po zakończeniu wojny, przy czym arbitrem miał stać się car Rosji.
29 maja 1912 do sojuszu przystąpiła Grecja, licząca na odzyskanie wysp na Morzu Egejskim i Trapezuntu.
Najpóźniej do porozumienia przystąpiła Czarnogóra.
Po wygranej wojnie z Turcją (tzw. I wojna bałkańska) sojusznicy popadli w konflikt o podział zdobytej Macedonii, co doprowadziło do wybuchu II wojny bałkańskiej.